# Memphis maria
Espèce
Memphis maria est une espèce d'insectes lépidoptères (papillons) de la famille des Nymphalidae, de la sous-famille des Charaxinae et du genre Memphis.

## Dénomination
Memphis maria a été décrit par Tomasz Pyrcz (d) et Andrew Neild (d) en 1996.

## Description
Memphis maria est un papillon aux ailes antérieures à apex pointu, bord interne concave près de l'apex, angle interne en crochet et bord interne très concave.
Le dessus est très foncé presque noir.
Le revers est marron roux et simule une feuille morte.

## Écologie et distribution
Memphis maria est présent au Venezuela,.

### Protection
Pas de statut de protection particulier.